# Aeroportul Gloucestershire
Aeroportul Gloucestershire (IATA: GLO, ICAO: EGBJ) este un aeroport din Gloucestershire, South West England, Anglia, Regatul Unit ce deservește zona Gloucester. Aeroportul a fost tranzitat în 2021 de 0 pasageri. A fost numit după Gloucestershire.
Situat la o altitudine de 31 m, aeroportul dispune de 1 pistă.

## Infrastructură

### Piste
Aeroportul dispune de o singură pistă. Pista 04/22 are suprafața de asfalt și dimensiunile 988 m × 23 m. 